# Crèvecœur-sur-l’Escaut
Crèvecœur-sur-l’Escaut – miejscowość i gmina we Francji, w regionie Hauts-de-France, w departamencie Nord.
Według danych na rok 1990 gminę zamieszkiwały 644 osoby, a gęstość zaludnienia wynosiła 34 osób/km² (wśród 1549 gmin regionu Nord-Pas-de-Calais Crèvecœur-sur-l’Escaut plasuje się na 696. miejscu pod względem liczby ludności, natomiast pod względem powierzchni na miejscu 65.).